# Higashi (Okinawa)
Higashi (jap. 東村 Higashi-son) – wieś w Japonii, w prefekturze Okinawa, na wyspie Okinawa. Według danych na rok 2020 miejscowość zamieszkiwało 1 598 mieszkańców , a gęstość zaludnienia wyniosła 19,5 os./km².